# Ремлинген (Нижняя Саксония)
Ремлинген (нем. Remlingen) — община в Германии, на земле Нижняя Саксония.
Входит в состав района Вольфенбюттель. Подчиняется управлению Ассе. Население составляет 1830 человек (на 31 декабря 2010 года). Занимает площадь 21,59 км².
Община подразделяется на 3 сельских округа.
| Год  | Население |
| ---- | --------- |
| 1990 | 1810      |
| 1995 | 1797      |
| 2000 | 2073      |
| 2005 | 2039      |
| 2010 | 1871      |